# Andreu Fontàs
Andreu Fontàs Prat född 14 november 1989 i Banyoles, Girona, Katalonien, är en spansk fotbollsspelare som spelar för Sporting Kansas City. 

## Karriär
Fontàs gjorde sitt första Barcelona-mål mot Rubin Kazan i Champions League i december 2010. 

## Meriter

### Barcelona
- La Liga: 2010/2011
- Uefa Champions League: 2010/2011
- Spanska cupen: 2011/2012
- Spanska supercupen: 2010/2011
- Uefa Super Cup: 2011
- VM för klubblag: 2011